# Лолог
Ло́лог — река в России, протекает по территории Кочёвского, Гайнского и Косинского районов Пермского края. Устье реки находится в 36 км по левому берегу реки Коса. Длина реки составляет 137 км, площадь водосборного бассейна 2940 км². Крупнейший приток Косы.
Исток реки на Верхнекамской возвышенности в 15 км юго-западнее села Усть-Силайка близ границы с Кировской областью. Река течёт на северо-восток, от посёлка Сергеевский (Иванчинское сельское поселение) поворачивает на восток. Русло — сильно извилистое, в нижнем течении образует многочисленные затоны и старицы. Ширина реки в верхнем течении не превышает 10-15 метров, после впадения крупных притоков Вурлама и Суча расширяется до 30 метров, у устья ширина реки около 50 метров.
На реке стоит ряд сёл и деревень — Усть-Силайка, Серва (Кочёвский район); Сергеевский (Гайнский район); Сосновка, Верх-Лель (Косинский район). В низовьях протекает двумя километрами севернее районного центра, села Коса.

## Притоки
(км от устья)
- Ыджидшор (пр)
- Урыс-Лёль (лв)
- Катыд-Лёль (лв)
- 27 км: Ерыч (лв)
- 29 км: Кизис (пр)
- 39 км: Сынкулим (лв)
- 43 км: Булач (лв)
- Сынкулим (пр)
- Ужу (лв)
- 55 км: Вижайка (пр)
- 62 км: Большая Парья (лв)
- 64 км: Малая Парья (лв)
- 65 км: Суч (лв)
- 67 км: Вурлам (лв)
- Гудянка (лв)
- Нема (пр)
- Решел (пр)
- Дубровка (лв)
- 88 км: Серва (пр)
- 92 км: Сукан (пр)
- Ягшерка (лв)
- 98 км: Имайка (пр)
- Тылашор (лв)
- 107 км: Сизер (пр)
- 111 км: Силайка (пр)
- 113 км: Южная Берёзовка (лв)
- Котелинка (лв)

## Данные водного реестра
По данным государственного водного реестра России относится к Камскому бассейновому округу, водохозяйственный участок реки — Кама от истока до водомерного поста у села Бондюг, речной подбассейн реки — бассейны притоков Камы до впадения Белой. Речной бассейн реки — Кама.
Код объекта в государственном водном реестре — 10010100112111100002843.